# Јурова
Јурова (слч. Jurová, мађ. Dercsika) насељено је мјесто са административним статусом сеоске општине (слч. obec) у округу Дунајска Стреда, у Трнавском крају, Словачка Република.

## Становништво
| Година:    | 1994. | 2004.   | 2014.    | 2024.   |
| ---------- | ----- | ------- | -------- | ------- |
| Број људи: | 435   | 433     | 497      | 482     |
| Разлика:   |       | -0,45 % | +14,78 % | -3,01 % |

| Година:    | 2023. | 2024. |
| ---------- | ----- | ----- |
| Број људи: | 482   | 482   |
| Разлика:   |       | +0 %  |

Према подацима о броју становника из 2011. године насеље је имало 501 становника.